# Viehmarkthalle (Lanark)

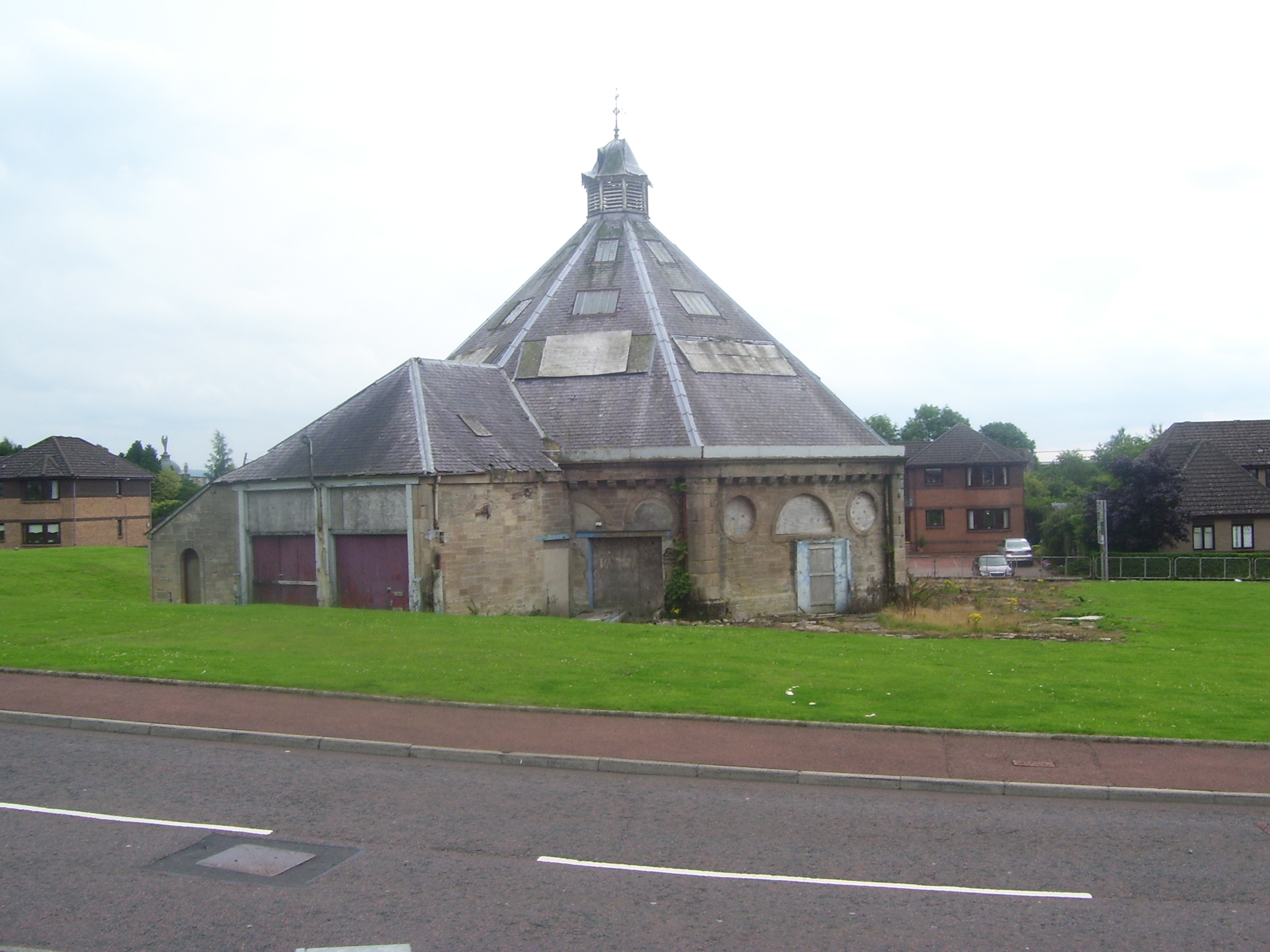
Viehmarkthalle von Lanark

Der Viehmarkthalle von Lanark ist eine ehemalige Markthalle in der schottischen Stadt Lanark in der Council Area South Lanarkshire. 1980 wurde das Bauwerk in die schottischen Denkmallisten in der Kategorie B aufgenommen. Die ehemalige Torzufahrt ist hingegen als Denkmal der höchsten Kategorie A klassifiziert. Ein ähnliches Gebäude ist die Viehmarkthalle von Castle Douglas.

## Beschreibung
Die Halle steht abseits der Hyndford Road im Südosten von Lanark. Das oktogonale Gebäude stammt aus dem späteren 19. Jahrhundert. Abgesetzt von dem Schichtenmauerwerk sind die polierten Natursteineinfassungen. Pfeiler ziehen sich entlang der Kanten. Mit Ausnahme von drei sind alle der acht Seiten mit halbrunden, heute teils blinden Fenstern mit flankierenden Rundfenstern versehen. Der Eingangsbereich an der Ostseite ist mit Vordach gestaltet. Das Gebäude schließt mit einem schiefergedeckten Zeltdach. Mittig sitzt eine kleine Laterne mit Wetterfahne auf.
2009 wurde die Viehmarkthalle in das Register gefährdeter denkmalgeschützter Bauwerke in Schottland aufgenommen. 2014 wurde sein Zustand jedoch als gut bei gleichzeitig geringer Gefährdung eingestuft.

## Torzufahrt
Die heutige Torzufahrt grenzte vermutlich einst die Mautstelle der nahegelegenen Cartland Bridge ein. Nach Aufhebung der Mautpflicht in den 1880er Jahren könnte sie an ihren heutigen Standort versetzt worden sein. Das Tor besteht sowohl aus guss- als auch aus schmiedeeisernen Elementen. Die gusseisernen Torpfosten weisen quadratische Grundrisse auf. Sie sind mit Plaketten, Vierpässen und Laubornamenten verziert und schließen mit geschwungenen Hauben. Entlang des eingehängten zweiflügligen Tors läuft ein Zierband mit Vierpässen. Es schließt mit spitzen Elementen. Zu beiden Seiten setzen sich Bruchsteinmauern fort.